# Hugo Portmann
Hugo Portmann (* 23. November 1959) ist ein Schweizer Bankräuber, der durch seine mehrfachen Fluchtversuche mit erneuten Straftaten und der daraus resultierenden langen Haftzeit von 35 Jahren Bekanntheit erlangte.

## Leben
Portmann kam 1959 als uneheliches Kind zur Welt. Seine Kindheit verbrachte er teilweise bei seiner Mutter, hauptsächlich jedoch in verschiedenen Pflegefamilien und -heimen. Im Alter von 20 Jahren fuhr er mit einem Gabelstapler in das Büro seines Vorgesetzten bei einer Betonfabrik in Adliswil und riss den Tresor aus der Wand. Nach der Tat flüchtete er nach Bordeaux, wo er in die Fremdenlegion eintrat und dann in Afrika eingesetzt wurde.
Nach seiner Rückkehr in die Schweiz überfiel er 1983 zwei Filialen der Zürcher Kantonalbank. Auf der Flucht wurde er angeschossen, festgenommen und danach zu 12 Jahren Gefängnis verurteilt. Während eines Hafturlaubes 1988 gelang ihm die Flucht, bald darauf überfiel er eine Bank in Adliswil und wurde erneut verhaftet. Während seiner Haft im Tessiner Gefängnis «La Stampa» gewann er das Vertrauen des dortigen Gefängnisdirektors, der ihm erlaubte, an einem Berglauf teilzunehmen. Diesen nutzte er zur Flucht, wurde jedoch bald wieder gefangen genommen. 1999 floh er aus dem halboffenem Vollzug einer Bündner Haftanstalt, indem er beim Schneeschaufeln einen Haufen so hoch auftürmte, dass er von dort aus über die Gefängnismauer springen konnte. Sein ehemaliger Zellennachbar Walter Stürm, ebenfalls ein sogenannter «Ausbrecherkönig», überredete ihn daraufhin zu einem weiteren Banküberfall. Gemeinsam wollten sie die Familie eines Bankdirektors als Geiseln nehmen, um so die Öffnung des Tresors zu erzwingen. Der Plan misslang, die beiden wurden erneut verhaftet.
Hugo Portmann verweigerte jede Therapie, auch wenn diese zu einer Verkürzung seiner Haftzeit geführt hätte. Während seiner Zeit im Gefängnis kritisierte er, dass beispielsweise Sexualstraftäter durch geschicktes Vortäuschen von Therapieerfolgen frühzeitig entlassen würden. Von einem Aufseher in seinem letzten Gefängnis, der Justizvollzugsanstalt Pöschwies, wurde er als «ehrlich und stur wie eine Geiss» beschrieben. Ein Gutachten aus dem Jahr 2008 attestierte Hugo Portmann noch eine «deutliche Rückfallgefahr» für Raub und Diebstahl. 2011 legte das Amt für Justizvollzug eine Berufsausbildung, Lese- und Rechtschreibkurse sowie eine «deliktorientierte Therapie» als Bedingungen für eine bedingte Entlassung fest. Portmann trat daraufhin in Hungerstreik; die Therapie sei nur eine «Alibiübung, die der Haftverlängerung dienen soll.» Ein weiteres Gutachten attestierte ihm 2017, es liege «keine behandlungsbedürftige psychische Störung vor, die sich mit seinen Delikten verbinden lässt.» Damit wurde sein Rückfallrisiko als gering eingeschätzt, und Hugo Portmann wurde nach 35 Jahren Haft im Juli 2018 aus dem Gefängnis entlassen. Er ist seitdem bei der Stadt Zürich als Müllmann beschäftigt.
Aufgrund seiner Straftaten, der Unnachgiebigkeit, mit der er jede Therapie verweigerte und damit Haftzeitverkürzung, sowie aufgrund seiner generellen Kritik an derartigen Therapien zog Portmann schon während seiner Haftzeit mediale Aufmerksamkeit auf sich. Seine Freilassung war Anlass für zahlreiche Reportagen und auch einen Talkshowauftritt bei «TalkTäglich» von TeleZüri.